# Hünstetten
Hünstetten è un comune tedesco di 10 496 abitanti situato nel land dell'Assia.